# Rosalinda Cannavò
Rosalinda Cannavò (Mesina, Italia, 26 de noviembre de 1992), más conocida como Adua Del Vesco, es una actriz de italiana.

## Biografía
Después de haberse inicialmente acercado al baile, a los dieciséis años intenta empezar la carrera de actriz. Después de tomar parte en un curso de recitación y dicción, en 2012 debuta en la pantalla chica en la tercera temporada de la ficción L'onore e il rispetto, dirigida por Alessio Inturri y Luigi Parisi. El nombre artístico Adua Del Vesco se inspira al nombre de fantasía de un personaje de Una donna in fuga, miniserie hecha en 1996 y producida por la Vídeo 3 de Alberto Tarallo (nombre utilizado también en 2005 en la miniserie I colori della vita).
En enero de 2014 debuta en el cine con la película Sabor de ti, dirigida por Carlo Vanzina. El mismo año regresa en la pantalla chica con la segunda temporada de Il peccato e la vergogna, con la miniserie en dos episodios Rodolfo Valentino - La leggenda y con Furore - Il vento della speranza.
Entre 2015 y 2016 toma parte en las series Non è stato mio figlio, en la cual es coprotagonista con Stefania Sandrelli, Gabriel Garko y Massimiliano Morra, y en Il bello delle donne... alcuni anni dopo, dirigida por Eros Puglielli. En julio de 2016 regresa al set para tomar parte en la segunda temporada de Furore.
En 2018 vuelve al cine e el rol de una joven Veronica Lario en la película Loro de Paolo Sorrentino. El 30 de diciembre de 2018 Adua empieza su carrera como cantante lanzando el sencillo «Sei Sei Sei», escrito por Teodosio Losito y para el cual ha grabado también un videoclip musical.
Desde septiembre de 2020 hasta marzo de 2021 formó parte de los competidores de la quinta edición del Gran Hermano VIP, conducida por Alfonso Signorini.

## Filmografía

### Cine
- Sapore di te (2014)
- Loro (2018)
- Il reflesso di me  (2020)

### Televisión
- L'onore e il rispetto- Parte terza – serie TV, 6 episodios (2012)
- Il peccato e la vergogna 2 – serie TV, 10 episodios (2014)
- Rodolfo Valentino - La leggenda – miniserie TV, 2 episodios (2014)
- Furore - Il vento della speranza – serie TV, 14 episodios (2014)
- Non è stato mio figlio – serie TV (2016)
- Il bello delle donne... alcuni anni dopo – serie TV, 8 episodios (2016)
- Furore - Capitolo secondo – serie TV, 8 episodios (2018)

### Videoclip
- Sei sei sei (2018)

## Programas de televisión
- Grande Fratello VIP 5 (Canal 5, 2020-2021) - competidor

## Televisión web
- Fragole e Panna (Instagram, 2021) - presentadora
- CasaChi (Mediaset Infinity y Instagram, 2021-presente) - presentadora

## Discografía

### Canciones individuales
- 2016 – Magico
- 2016 – Non c'è sole
- 2018 – Sei sei sei